# Apollon

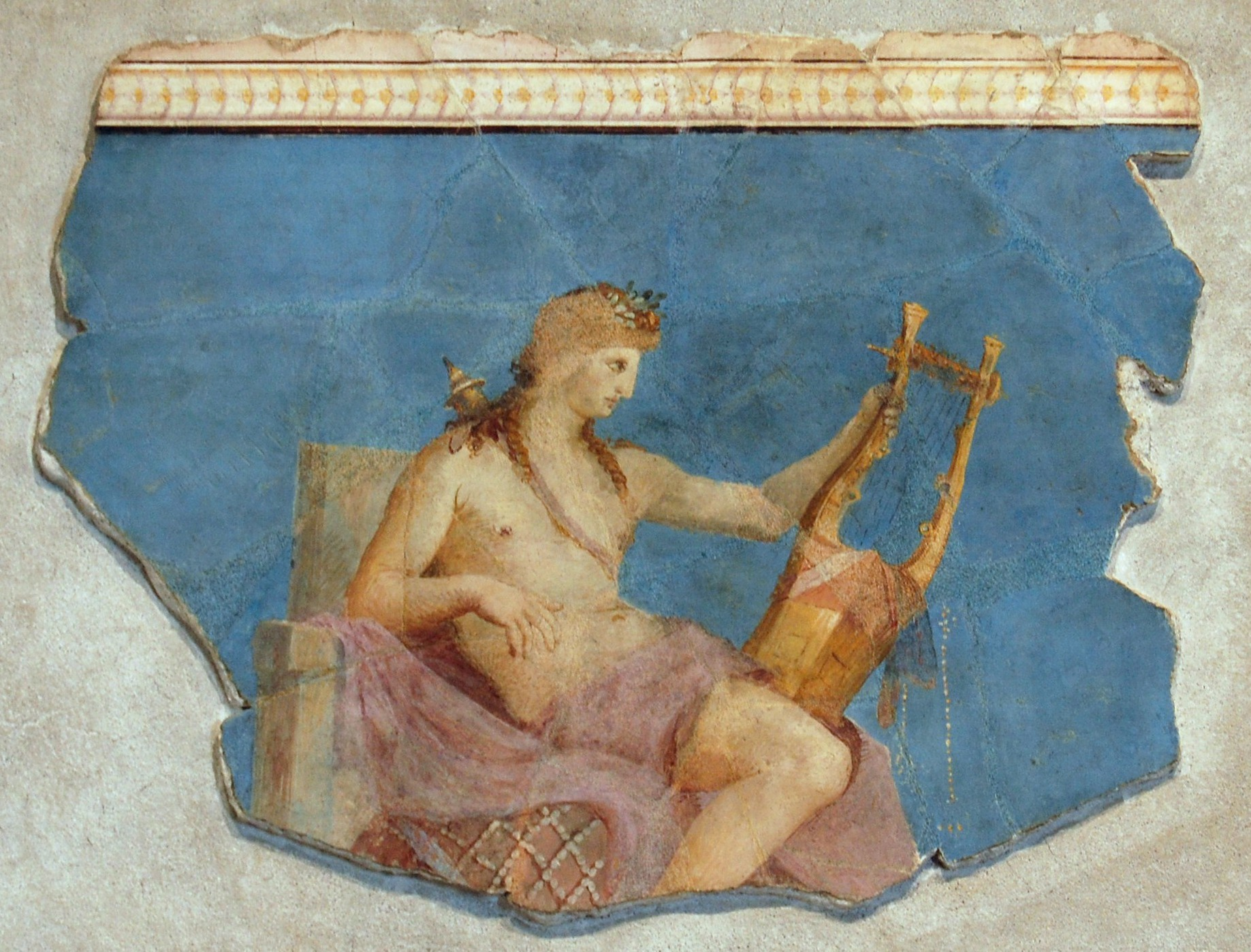
Apollon mit Kithara (Fresko, Haus des Augustus, heute im Palatin Antiquarium in Rom, ca. 20 v. Chr.)

Apollon (altgriechisch Ἀπόλλων Apóllōn, lateinisch Apollo, deutsch auch Apoll) ist in der griechischen und römischen Mythologie der Gott des Lichts, des Frühlings, der sittlichen Reinheit und Mäßigung sowie der Weissagung und der Künste, insbesondere der Musik, der Dichtkunst und des Gesangs; außerdem ist er ein Gott der Heilkunst und der Bogenschützen. Als im kleinasiatischen Didyma gezeugter Sohn des Göttervaters Zeus und der Göttin Leto (lateinisch Latona) gehörte er wie seine erstgeborene Zwillingsschwester Artemis (lateinisch Diana) zu den Olympischen Göttern, den zwölf Hauptgöttern des griechischen Pantheon. Das Heiligtum in Delphi, die bedeutendste Orakelstätte der Antike, war ihm geweiht.

## Herkunft und Name

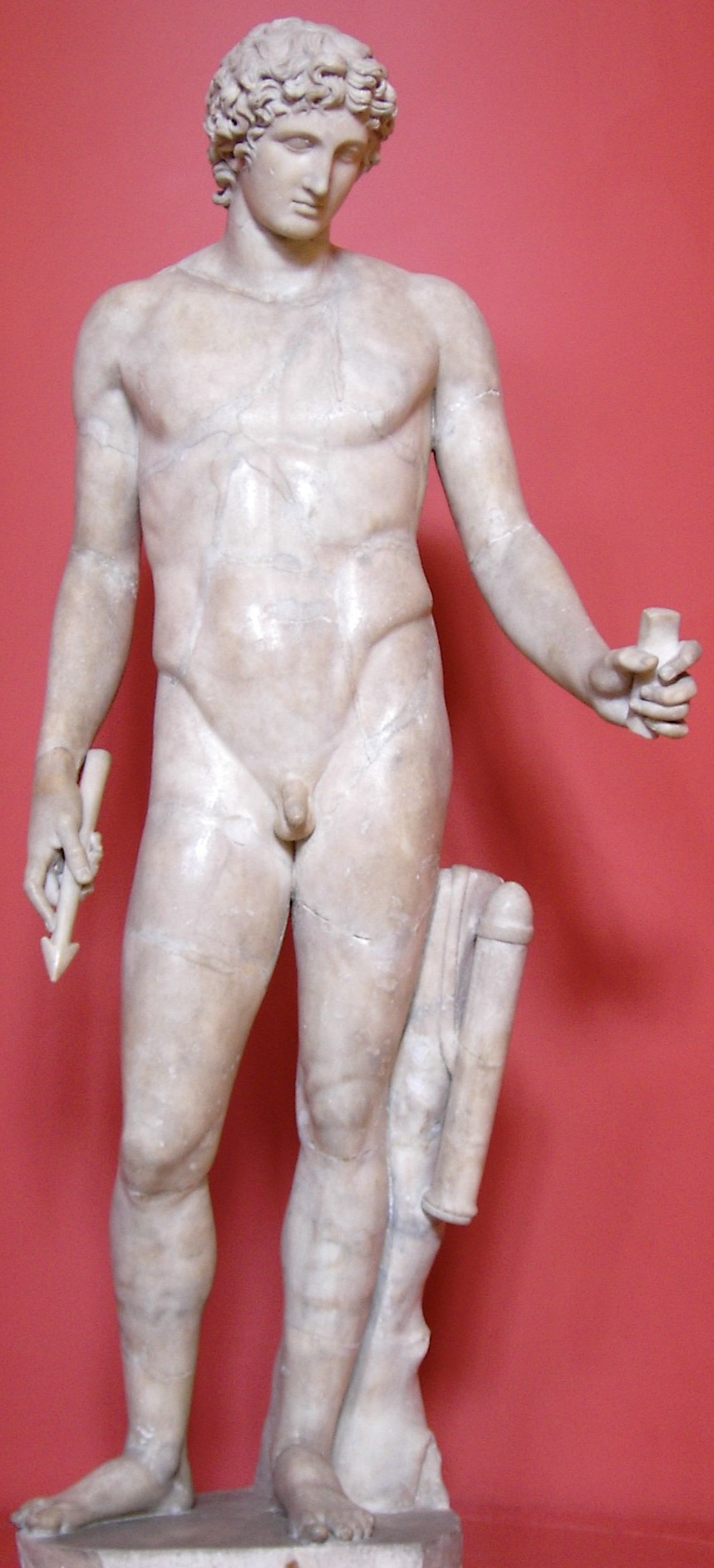
Apollon-Statue mit Pfeil und Bogen (ist hier abgebrochen), heute im Ashmolean Museum, Oxford

Der Ursprung des Apollon-Kults wird in Kleinasien vermutet. Die Etymologie des Namens Apollon ist ungeklärt. Möglicherweise bedeutete er auf Griechisch „Verkünder“, „Zerstörer“ bzw. „Vernichter“ oder aber „Unheilabwehrer“. Homer nannte ihn in der Ilias auch Smintheus (d. h.: „Rattenvertilger“) und „der fernhin Treffende“. Als Phoibos Apollon („der Leuchtende“, latinisiert: Phoebus) wurde er auch mit dem Sonnengott Helios gleichgesetzt. Weitere Namen waren Boëdromios, „der unter Schlachtruf helfend Herbeieilende“, und Loxias.
Pythagoreer und Platoniker, die Apollon besonders verehrten, waren überzeugt, sein Name habe eine philosophische Bedeutung. Sie deuteten ihn als A-pollon („der Nichtviele“), zusammengesetzt aus a- („nicht“, Alpha privativum) und pollón („viel“). Darin sahen sie eine Anspielung auf das Eine, das höchste, absolut transzendente Prinzip, das Gegenteil der Vielheit. Nach dieser Deutung, die der Neuplatoniker Plotin den Pythagoreern zuschreibt, ist „Apollon“ der Göttername des Einen. In Platons Werken ist diese Etymologie des Namens Apollon nicht ausdrücklich bezeugt, doch scheint er sie gekannt zu haben. In der Forschung wird vermutet, dass sie zu seiner nur mündlich vermittelten „Ungeschriebenen Lehre“ gehörte.

## Mythos

### Zuschreibungen

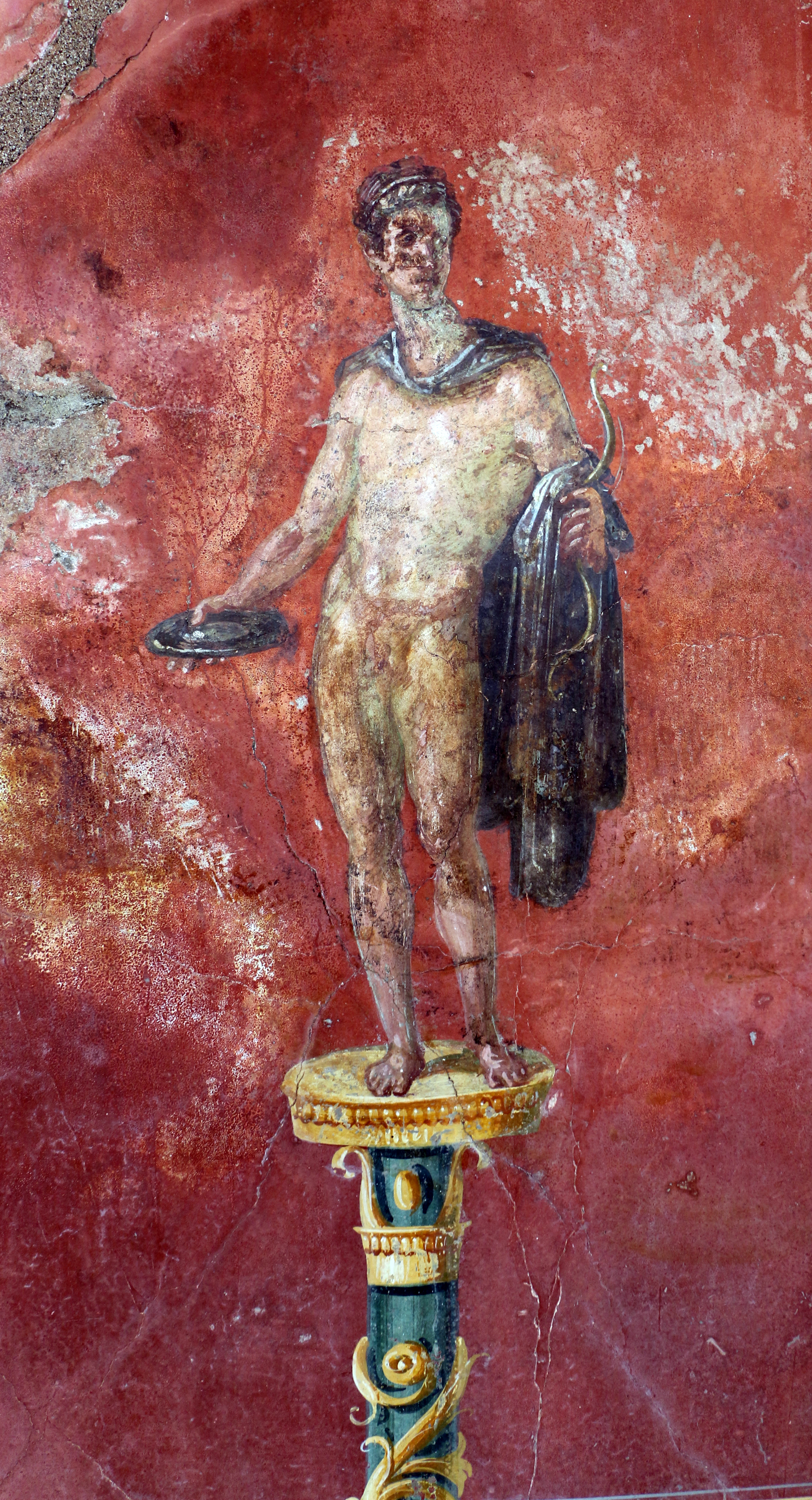
Apollon, Fresko aus Pompeji, 1. Jh.

Als Beschützer der Künste und der Musik stand Apollon den neun Musen vor (Beiname Musagetes) und war zugleich ein Sühnegott. Auch wurde er als Apollon Epikurios, als Gott der Heilkunst angesehen und bewahrte als solcher die Bewohner von Phigaleia vor einer Pestepidemie, die ihm aus Dank den Apollontempel bei Bassae errichteten. Aber auch in anderen Bereichen des Lebens spielte er eine Rolle: Er brachte (wie der babylonische Gott Nergal) Krankheit, Tod und Vernichtung und schickte die Pest im Trojanischen Krieg ins Lager der Griechen. Gleichzeitig bewirkte er Rettung vor Gefahren, z. B. in der Funktion des Apollon Smintheus, des „Vernichters der Mäuse“, oder des Apollon Lykeios als Beschützer der Herden vor den Wölfen. Als Heilgott waren mit ihm die Weissagung und die Orakelstätten verbunden. Durch den Tod Pythons gelangte Apollon an dessen seherische Fähigkeiten und wurde auch Apollon Pythios genannt, zu seinen Ehren wurden die Pythischen Spiele gefeiert.
Er konnte die Gabe der Weissagung an Sterbliche, wie an Kassandra, die Tochter des Priamos, verleihen. Im Trojanischen Krieg stand er auf Seiten der Trojaner und griff durch gezielte Bogenschüsse in die Kämpfe ein; als Rächer sandte er mit seinen Pfeilen die Pest in das Lager der Griechen, weil sie die Tochter eines Apollonpriesters gefangen genommen und versklavt hatten.
Abgesehen von für die Figur typischen Berichten wie dem musischen Wettkampf mit dem Hirtengott Pan tritt Apollon in auffällig vielen Geschichten, die von ihm erzählt werden, als Rächer oder Töter auf. So tötete er die Niobiden und den Riesen Tityos, der seine Mutter vergewaltigen wollte; er tötete (und häutete) den Satyr Marsyas, weil der sich nachsagen ließ, schönere Musik zu machen als der Gott. Orestes befahl er, dessen eigene Mutter Klytaimnestra zu töten, um den Mord an dessen Vater Agamemnon zu rächen. Die Erinnyen, die das nicht duldeten, schlugen Orest darauf mit Wahnsinn, Apollon verteidigte ihn aber erfolgreich vor dem Areopag in Athen gegen sie und Klytaimnestras Geist.

### Erzählungen
Die erste Tat des in Lykien oder auf der „schwimmenden Insel“ Delos geborenen Apollon war die Tötung der Schlange Python, des Feindes seiner Mutter Leto. Apollon traf Python mit einem Pfeil. Python floh schwer verletzt zum Orakel der Mutter Erde nach Delphi, die so zu Ehren der Delphyne, der Gattin des Python, genannt war. Apollon folgte Python in den Schrein und tötete ihn neben dem heiligen Spalt. Da diese Schlange, die außergewöhnliche prophetische Kräfte besaß, ein Kind der Gaia gewesen war, musste er sich zur Sühne nach Tarrha auf Kreta begeben und dort einer Reinigungszeremonie unterwerfen.
Einmal wagte Apollon sogar, gegen seinen Vater Zeus zu rebellieren: Als dieser Apolls Sohn Asklepios getötet hatte, rächte sich Apollon durch den Mord an den Kyklopen. Als Strafe für diese Tat musste er in den Schafställen des Königs Admetos von Pherai arbeiten bzw. dessen Kühe hüten. Da er sich dem Admetos als Fremdling genähert hatte und freundlich aufgenommen worden war, sorgte er dafür, dass dessen Tiere Zwillinge gebaren und half ihm, Alkestis, die Tochter des Pelias, zu gewinnen. Zusätzlich half er ihm gegen den Thanatos (Tod), als er sterben sollte.
Bei Winteranbruch flog Apollon in einem von Schwänen gezogenen Wagen in das „Land der Hyperboreer“, d. h. das Land jenseits des Nordwinds.
Als Repräsentant musikalischer Hochkultur erscheint Apollon im Musikwettstreit mit Pan.

### Geliebte und Nachkommen

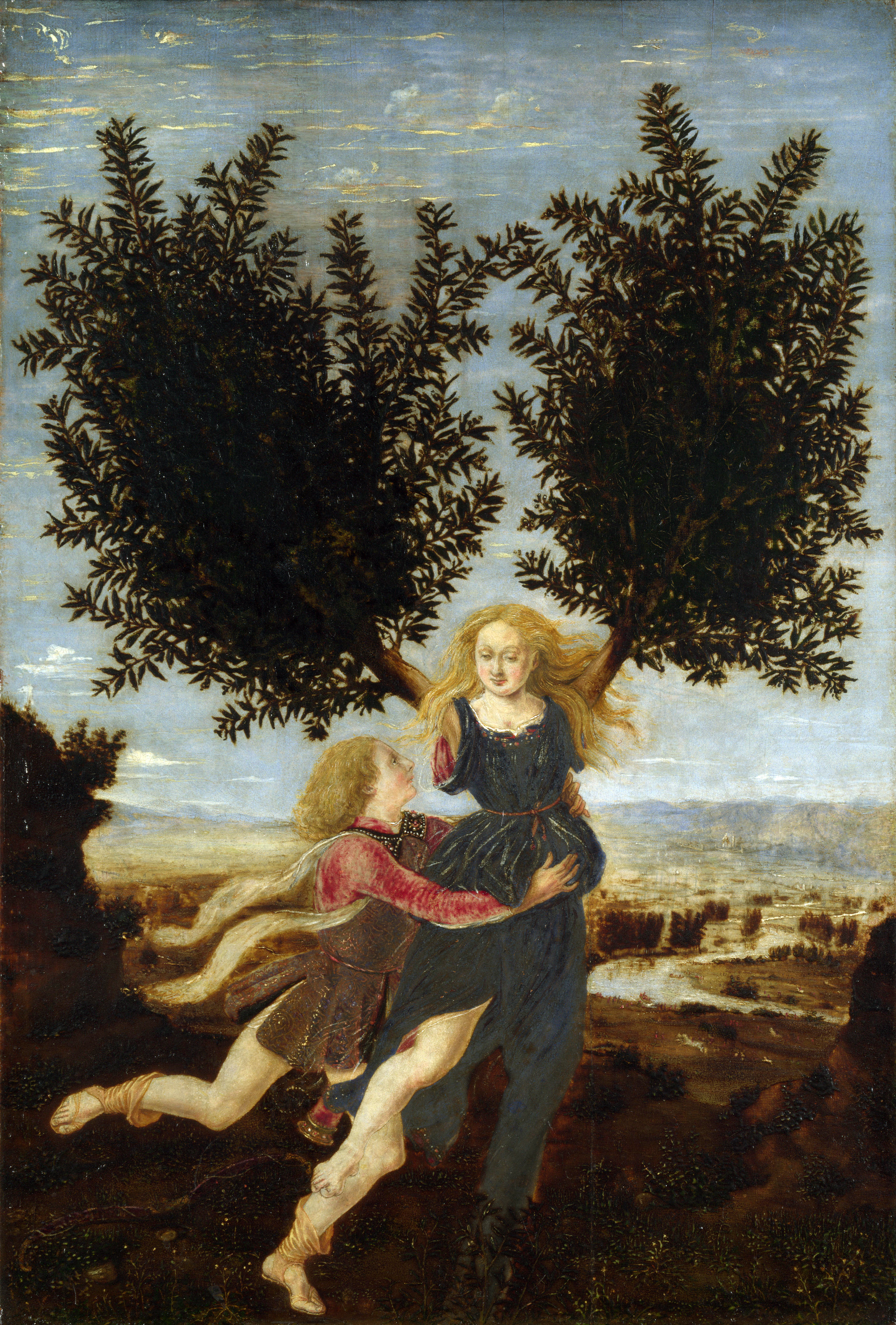
Apollon und Daphne, Gemälde von Antonio Pollaiuolo (um 1475)

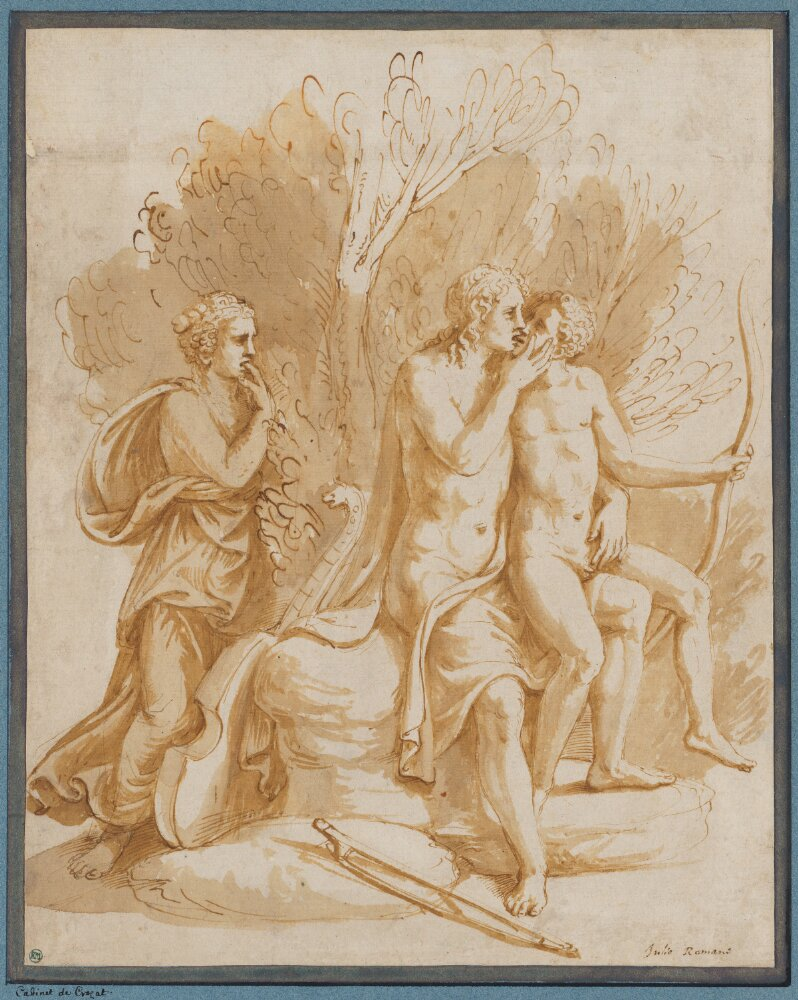
Apollo und Kyparissos (Giulio Romano)

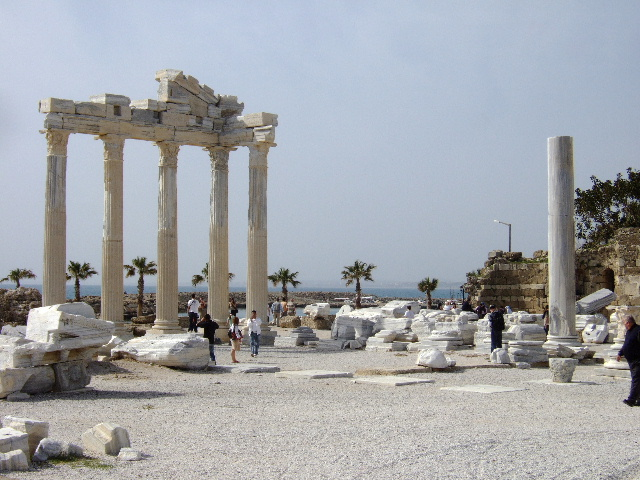
Ruinen des Apollontempels in Side

Die weiblichen Geliebten Apolls und seine Nachkommen mit ihnen, dazu seine männlichen Geliebten bzw. Günstlinge waren unterschiedlichen Quellen nach unter anderem:
- Krëusa
  - Ion
- Akantha
- Rhoio
  - Anios
- Kyrene
  - Aristaios
- Koronis
  - Asklepios
- Chione
  - Philammon
- Daphne
- Dryope
  - Amphissos
- Hyakinthos
- Kalliope
  - Linos
  - Orpheus
- Kassandra
- Kyparissos
- Leukothea
- Manto
  - Mopsos
- Urania
  - Hymenaios
- Thalia
  - Korybanten

## Tempel

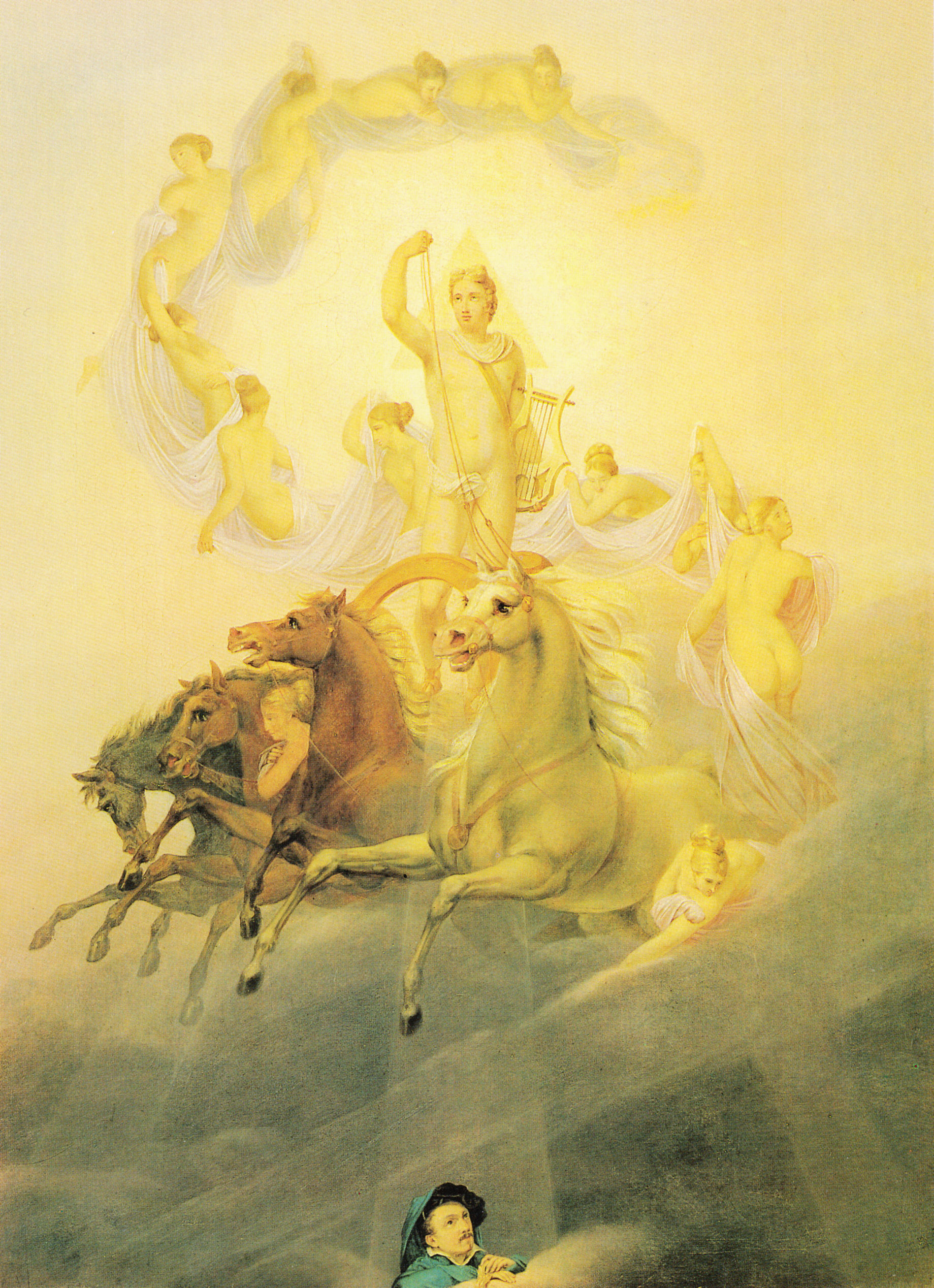
Apollon mit den Horen, Gemälde von Georg Friedrich Kersting (1822)

Apollon waren zahlreiche Tempel geweiht (siehe Liste unter Apollontempel). Dazu zählen die Orakelheiligtümer in Delphi und in Abai.

## Nachwirkung
Als Unheil abwehrender und Heil bringender Gott, der von den Römern neben anderen den Beinamen medicus („heilend, heilsam“) erhielt, wurde er gelegentlich zusammen mit Asklepios verehrt und noch in der Neuzeit wird er im Eid des Hippokrates angerufen.
Da Apollon den Künsten zugeordnet wurde, taucht er in Dichtung und Bildenden Künsten seit der Antike immer wieder auf. Jean de La Fontaine verwendet 1668 das Motiv von Phöbus und Boreas in einer seiner Fabeln. Ein anderes Beispiel aus dem Jahr 1914 ist Giorgio de Chiricos  Bild Das Lied der Liebe (Le chant d’amour). Es zeigt die rätselhafte Kombination einer vor einer Hauswand befestigten Apollo-Büste und eines Gummihandschuhs. Im Hintergrund dampft eine Eisenbahn.
Friedrich Nietzsche popularisierte das Begriffspaar apollinisch-dionysisch zur Beschreibung gegensätzlicher Charakterzüge des Menschen.
Der Apollo Peak in der Antarktis und der Asteroid (1862) Apollo sind nach ihm benannt.
Die Musikinstrumente Apollon (eine 20-saitige Laute des 17. Jahrhunderts) und Apollogitarre sind ebenfalls nach ihm benannt.

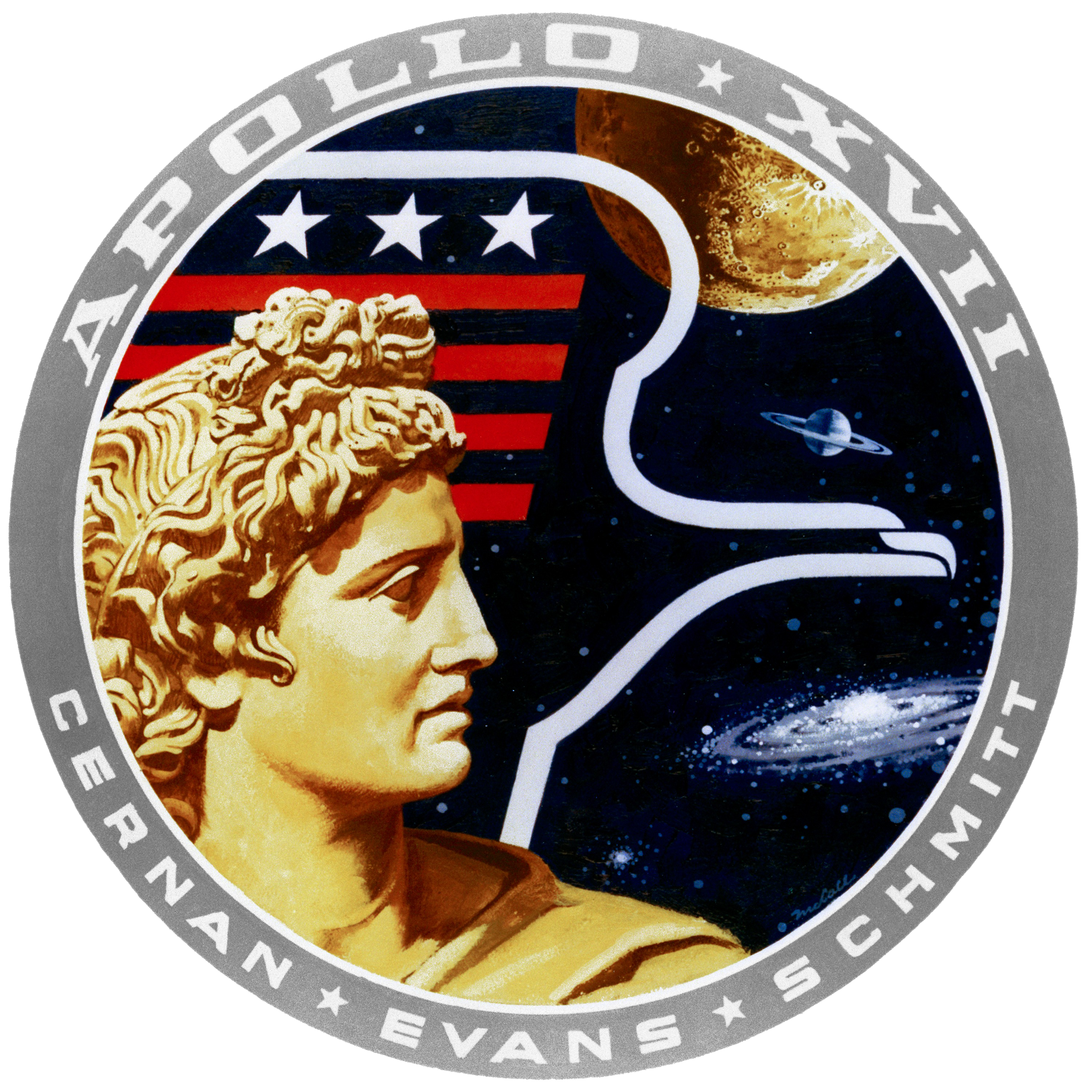
Missionsemblem von Apollo 17 (1972)

Apollo war Namensgeber des Apollo-Programms.